# Exobasidium vexans
Exobasidium vexans ist eine Brandpilzart aus der Familie der Nacktbasidienverwandten (Exobasidiaceae). Sie lebt als Endoparasit auf Tee (Camellia sinensis). Symptome des Befalls durch den Pilz sind rote, stark geschwollene Blattgallen, die schließlich aufplatzen. Die Art ist überall in Südostasien anzutreffen, wo auch Tee wächst.

## Merkmale

### Makroskopische Merkmale
Exobasidium vexans ist mit bloßem Auge zunächst nicht zu erkennen. Anfangssymptome des Befalls sind auf den Blättern zu erkennen: Die Blätter infizierter Teepflanzen bilden rote Flecken, dann mehrere rote Bläschen. Später bricht das kalkweiße Myzel des Pilzes durch und überwuchert die Bläschen, die bald darauf reißen.

### Mikroskopische Merkmale
Das Myzel von Exobasidium vexans wächst interzellulär und bildet Saugfäden, die in das Speichergewebe des Wirtes wachsen. Die vier- bis fünfsporigen, 30–35 × 5–6 µm großen Basidien sind lang, unseptiert und schmalkeulig. Die elliptischen Sporen sind hyalin, 13–27 × 4,5–6,5 µm groß und dünnwandig. Zunächst sind sie unseptiert, reif besitzen sie ein Septum.

## Verbreitung
Das Artareal von Exobasidum vexans deckt sich mit dem des Tees und umfasst weite Teile Südostasiens. In Afrika, wo ebenfalls Tee angebaut wird, wurde die Art bisher nicht gefunden.

## Ökologie
Exobasidium vexans befällt ausschließlich junge Blätter der Teepflanze. Der Pilz ernährt sich von den im Speichergewebe der Pflanzen vorhandenen Nährstoffen, seine Basidien brechen später durch die Spaltöffnungen an der Blattunterseite und setzen Sporen frei. Der Pilz gilt als eine der bedeutendsten Krankheiten des Tees und der Plantagenwirtschaft und damit als Schädling.